# Едита Бартосевич
Едита Малґожата Бартосевич (пол. Edyta Małgorzata Bartosiewicz, нар. 11 січня 1965 р. у Варшаві) — польська рок-співачка, гітаристка, композиторка, авторка текстів пісень, музичний продюсер.
Є авторкою музики і текстів, аранжувальником і продюсером більшості своїх пісень. Було продано близько мільйона її альбомів. 9 синглів виходили на перше місце рейтингу Lista Przebojów Programu Trzeciego.
Лауреатка п'яти музичних нагород Фридерик. Журнал «Tylko Rock» обрав її особистістю десятиліття.

## Дискографія

### Альбоми
- The Big Beat (1990)
- Love (1992)
- Sen (1994)
- Szok'n'Show (1995)
- Dziecko (1997)
- Wodospady (1998)
- Dziś są moje urodziny (1999)
- Tam dokąd zmierzasz (2011)
- Renovatio (2013)
- Love & More (2014)
- Ten moment (2020)

### Сингли з альбомів

#### Love
- If
- Have To Carry On
- Goodbye To The Roman Candles
- Blues For You

#### Sen
- Sen
- Koziorożec
- Urodziny
- Żart w zoo
- Zabij swój strach

#### Szok'n'Show
- Szał
- Zegar
- Ostatni
- Na nic gniew

#### Dziecko
- Jenny
- Skłamałam
- Nie znamy się
- Boogie, czyli zemsta słodka jest
- Dziecko

#### Wodospady
- Miłość jak ogień
- Wodospady łez
- Siedem mórz, siedem lądów
- Buntowniczka

#### Dziś są moje urodziny
- XXI wiek
- Mistrz

### Сингли без альбомів
- Jedwab
- Moja i twoja nadzieja (записано з гуртом Hey для їхнього альбому Fire)
- Goodbye To The Roman Candles (London remix)
- Szepty (разом з Firebirds)
- Ostatni (transwersja) / Pomyśl o mnie
- Cztery pokoje (записано разом з Казіком для його альбому Melassa в 2000 р.)
- Opowieść (промо для фільму Nigdy w życiu)
- Egoiści (записано з Agressiva 69, для підтримки фільму з однойменною назвою)
- Niewinność (для реклами альбому 2002 року, який не вийшов)
- Trudno tak…razem być nam ze sobą (разом з Кшиштофом Кравчиком для підтримки його альбому To, co w życiu ważne)